# Dietmar Hopp

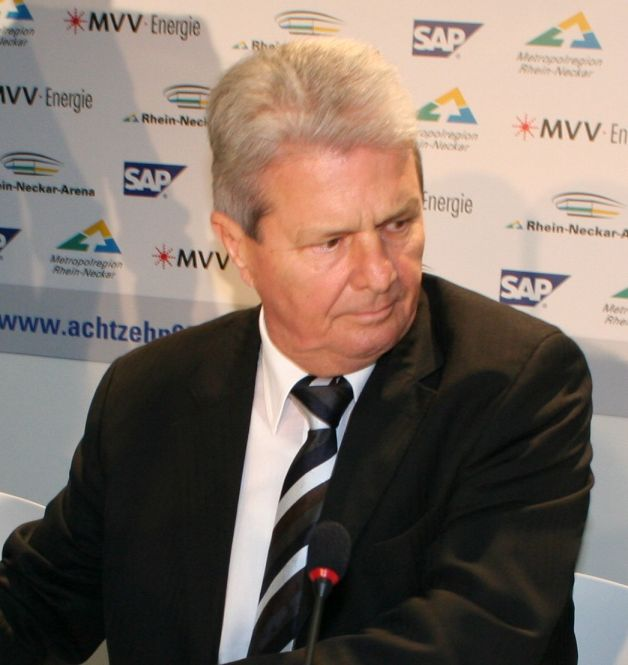
Dietmar Hopp (2009)

Dietmar Hopp (sinh ngày 26 tháng 4 năm 1940 tại Heidelberg) là một doanh nhân người Đức và cũng là một trong những người sáng lập ra hãng phần mềm SAP AG. Hopp là một trong những người giàu nhất nước Đức và được đưa vào danh sách những người giàu nhất thế giới của tạp chí Forbes Magazine. Tài sản của ông được phỏng đoán nhiều hơn 4 tỷ euro. Ông được biết tới nhiều là người đỡ đầu về tài chính cho đội bóng đá chuyên nghiệp Đức TSG 1899 Hoffenheim.

## Tiểu sử

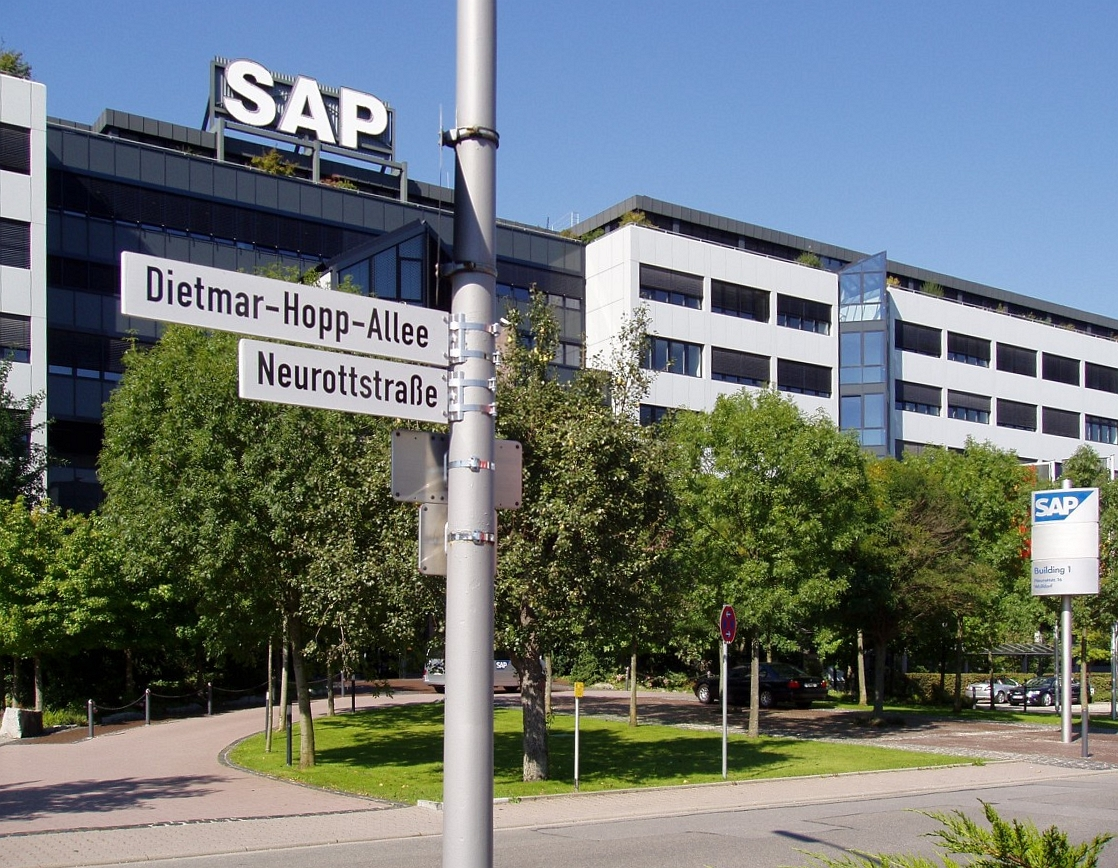
Dietmar-Hopp-Allee trước trung tâm của SAP tại Walldorf

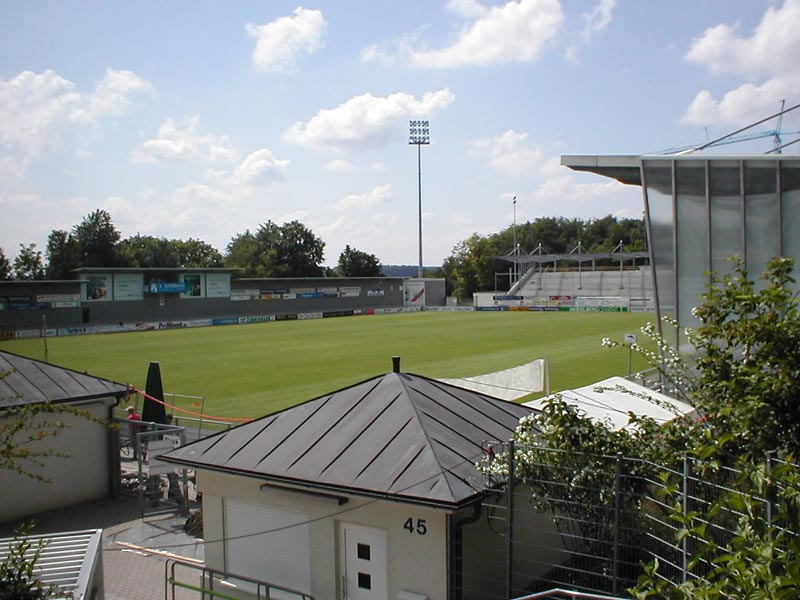
Sân vận động Dietmar-Hopp tại Hoffenheim

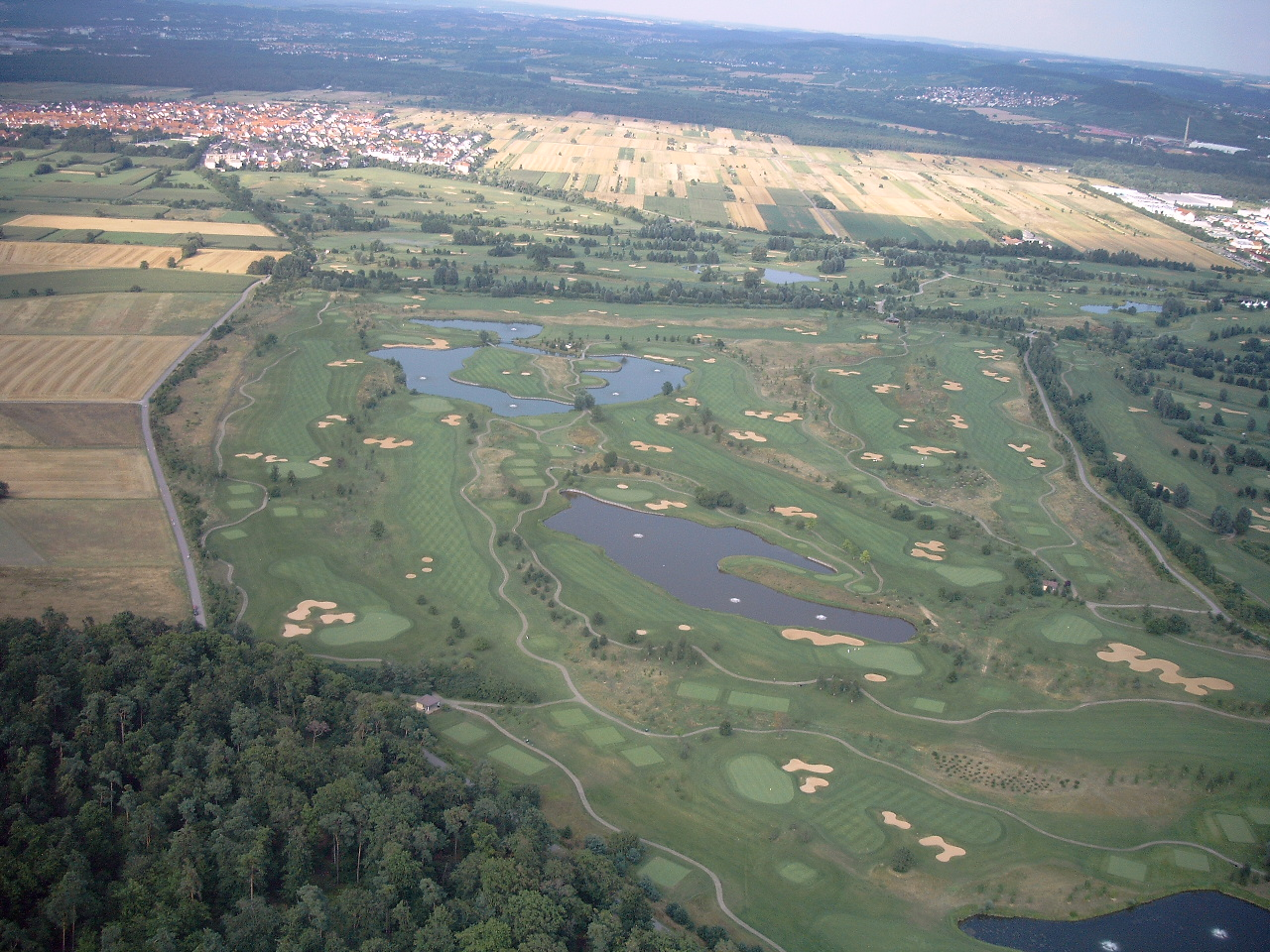
Sân Golf của SAP tại St. Leon-Rot (2006)

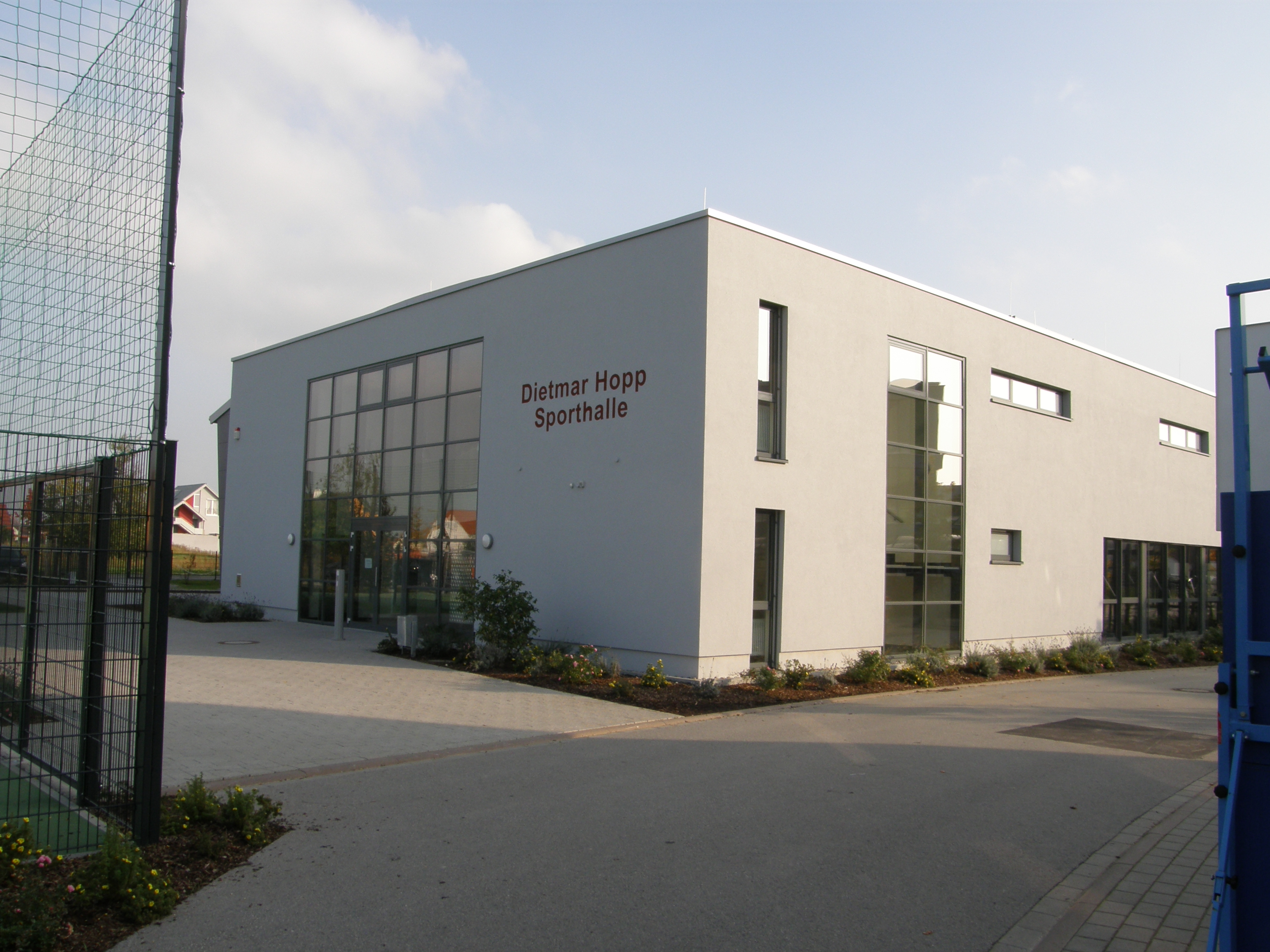
Nhà thể thao Dietmar Hopp tại St. Leon-Rot

Là con trai của một giáo viên đồng thời là nhóm trưởng SA (một tổ chức bán quân sự của NSDAP) Emil Hopp ông lớn lên cùng 2 anh chị em tại Hoffenheim. Sau khi đậu tú tài, ông vào trường đại học kỹ thuật Karlsruhe ngành kỹ thuật viễn thông, và tốt nghiệp vào năm 1966. Sau đó ông làm việc cho hãng IBM tại Stuttgart.

### SAP
Cùng với 4 người cũng làm việc tại IBM, Hasso Plattner, Claus Wellenreuther, Hans-Werner Hector và Klaus Tschira, ông sáng lập lên hãng SAP vào năm 1972. Khi SAP trở thành một AG vào năm 1988, ông trở thành tổng giám đốc và giữ chức vụ này tới năm 1998. Sau đó cho tới năm 2003 là chủ tịch hội đồng quản trị và tới tháng 5 năm 2005 thành viên của hội đồng này. Hopp cho tới 2006 vẫn giữ 9,96 % cổ phần của SAP.

### Quỹ Dietmar Hopp
Quỹ Dietmar Hopp được thành lập 1995 để thực hiện những chương trình xã hội về các phương diện thể thao, Y học, và học vấn chủ yếu trong vùng đô thị Rhein-Neckar.

### Những hoạt động doanh nghiệp hiện tại
Sau khi không còn trực tiếp làm việc tại SAP, Hopp đầu tư vào các hãng ngành kỹ nghệ sinh học, và là chủ chính của 2 hãng Actris và InterComponentWare AG.

### Đỡ đầu trong ngành thể thao
Ông đỡ đầu cho nhiều môn thể thao trong vùng. Chẳng hạn như giúp đỡ tài chánh xây sân SAP-Arena, cũng như hỗ trợ các tài năng trong môn Golf tại (Golf Club St. Leon-Rot), môn Eishockey (Adler Mannheim), Handball (Rhein-Neckar Löwen) và Fußball (tới giờ đã đầu tư tổng cộng khoảng 240 triệu Euro bei der TSG 1899 Hoffenheim, và cả đội FC Astoria Walldorf).